# Besloten vennootschap
De besloten vennootschap (afgekort tot bv, voor 1 mei 2019 in België afgekort als bvba of SPRL en daarvoor als pvba) is een rechtspersoon waarvan het aandelenkapitaal verdeeld is in aandelen die niet vrij overdraagbaar zijn; de aandelen staan op naam.
De vennootschap is besloten omdat de aandelen niet vrij overdraagbaar zijn, dit in tegenstelling tot de naamloze vennootschap waarvan de aandelen in beginsel vrij overdraagbaar zijn, bijvoorbeeld op de effectenbeurs. De beperkte overdraagbaarheid is geregeld in de wet, maar de statuten van de vennootschap kunnen dit besloten karakter versoepelen of aan strengere regels onderwerpen. Men spreekt van toetredingsregelingen of blokkeringsregelingen, al naargelang het gezichtspunt. Meestal houdt de regeling in dat de bestaande aandeelhouders het toetreden van een nieuwe aandeelhouder moeten goedkeuren, ook als die de aandelen van een andere aandeelhouder overneemt, bijvoorbeeld door erfenis of koop.
De besloten vennootschap houdt een aandeelhoudersregister bij: een register waaruit blijkt welke personen voor hoeveel aandelen in het kapitaal van de besloten vennootschap deelnemen. Een ander belangrijk kenmerk, zowel in Nederland als in België, is de beperkte aansprakelijkheid van de aandeelhouders voor schulden van de besloten vennootschap.

## België
De besloten vennootschap (bv, soms ook BV) is een rechtspersoon met een eigen vermogen. In Franstalig België spreekt men van de société à responsabilité limitée (SRL). Sinds de invoering van het nieuwe Wetboek van Vennootschappen en Verenigingen in 2019 werden verschillende vennootschapsvormen in deze samengevoegd.

### Wezenskenmerken
- Aan de basis van een bv ligt voornamelijk het samenbrengen van kennis en kunde. Het wordt voornamelijk gebruikt door kmo's en familiale bedrijven.
- De bv moet worden opgericht door een notariële akte en publicatie van de statuten in het Belgisch Staatsblad.
- De bv heeft rechtspersoonlijkheid.
- De bv kan worden opgericht door één vennoot.
- De aansprakelijkheid van de vennoten is beperkt tot hun inbreng.
- Er is geen minimumkapitaal, het wetboek spreekt over een toereikend aanvangsvermogen. De bv moet bij oprichting een financieel plan voorleggen en eventuele inbreng in natura laten beoordelen door een bedrijfsrevisor.
- De overdraagbaarheid van aandelen is in principe beperkt. De statuten kunnen hierin strengere of minder strenge regels voorzien.
- Het bestuur gebeurt door een of meer zaakvoerders, al dan niet vennoten. Hun benoeming gebeurt voor bepaalde of onbepaalde duur.
- De bv moet verplicht een dubbele boekhouding voeren.

### Oude vormen (voor 2019)
- De besloten vennootschap met beperkte aansprakelijkheid (bvba) moest worden opgericht door twee of meer vennoten en met een minimum startkapitaal van € 18 550[2] en diende deels ingebracht te worden bij de oprichting.
- De eenmans-bvba was een bvba die door slechts één vennoot kon worden opgericht.
- De starters-bvba was een bvba kon worden opgericht met een theoretisch minimumkapitaal van € 1,00. Het reële startkapitaal was vaak hoger omdat dit verantwoord diende te worden in het financieel plan bij de oprichting.

## Nederland
Sinds 29 juni 1971 is het mogelijk een besloten vennootschap in Nederland op te richten. Vanwege de harmonisatie van het recht binnen de EEG (thans de Europese Unie) was invoering van deze nieuwe rechtspersoon noodzakelijk; in de andere EEG-landen bestond er al vaak een verschil tussen open en besloten vennootschappen.
De wettelijke aspecten van de bv zijn in Nederland vastgelegd in de artikelen 175 t/m 276 van Boek 2 van het Burgerlijk Wetboek (Titel 5: Besloten vennootschappen met beperkte aansprakelijkheid). Op 1 oktober 2012 zijn de Wet vereenvoudiging en flexibilisering bv-recht en de Invoeringswet vereenvoudiging en flexibilisering bv-recht in werking getreden die als doel hadden het bv-recht te versoepelen en de rechtsvorm toegankelijker te maken. 

### Oprichting
Een bv wordt opgericht bij in het Nederlands verleden notariële oprichtingsakte (art. 2:176 BW). Deze akte dient de statuten van de vennootschap te bevatten die op hun beurt de naam, de zetel en het doel van de vennootschap dienen te bevatten (art. 2:177 lid 1 BW). De zetel van de vennootschap dient in Nederland te zijn gelegen (art. 2:177 lid 3 BW). In de statuten dient ook het nominale bedrag van elk aandeel, het bedrag van het geplaatste kapitaal en het gestorte deel daarvan te zijn opgenomen (art. 2:178 lid 1 BW). In tegenstelling tot de naamloze vennootschap hoeft een bv geen maatschappelijk kapitaal te kennen. Als de statuten echter bepalen dat er wel een maatschappelijk kapitaal is, dient de hoogte daarvan in de statuten te worden vermeld.
Het ontbreken van een notariële akte leidt tot nietigheid: de bv is nooit tot stand gekomen. Als er aan een van de andere oprichtingsvereisten niet is voldaan, is er sprake van een oprichtingsgebrek. De bv is wel tot stand gekomen, maar ze kan door de rechter worden ontbonden (art. 2:21 lid 1 onder a BW). De bestuurders van de bv zijn verplicht ervoor te zorgen dat de bv wordt ingeschreven in het handelsregister bij de Kamer van Koophandel (art. 2:180 lid 1 BW). Een niet-inschrijving is geen oprichtingsgebrek, maar leidt tot hoofdelijke aansprakelijkheid van de bestuurders voor rechtshandelingen die de vennootschap verricht totdat zij is ingeschreven (art 2:180 lid 2 BW).
Tot 1 oktober 2012 gold voor de bv een verplicht startkapitaal van € 18.000. Tegenwoordig bestaat er geen minimumkapitaalvereiste meer en kan een bv al vanaf 1 eurocent worden opgericht. Er is tevens geen bankverklaring meer vereist. Tot 1 juli 2011 was het nodig dat de minister van Justitie een verklaring van geen bezwaar had afgegeven, maar dit vereiste is komen te vervallen.

### Aandelen en aandeelhouders
Op de genomen aandelen dient in beginsel het nominale bedrag in geld te worden gestort. Deze storting hoeft niet direct plaats te vinden, maar mag ook na verloop van een bepaalde tijd of nadat de vennootschap erom vraagt geschieden. Een inbreng mag ook anders dan in geld plaatsvinden, mits hetgeen wordt ingebracht naar economische maatstaven kan worden gewaardeerd.
Een veel voorkomende vorm van inbreng is de inbreng van een eenmanszaak. Men ziet dit vaak wanneer eenmans-ondernemers, na een succesvolle onderneming te hebben opgericht, behoefte hebben aan meer juridische bescherming (zie hieronder bij aansprakelijkheid). De activa (bedrijfsmiddelen, gebouwen en dergelijke) van de voormalige eenmansonderneming worden dan in eigendom overgedragen aan de vennootschap. Men spreekt dan van inbreng in natura. 
Sinds 1 oktober 2012 hoeft over de waarde van het ingebrachte geen accountantsverklaring meer te worden afgelegd, die inhoudt dat de ingebrachte goederen daadwerkelijk de minimumwaarde vertegenwoordigen. Tevens is het sinds die datum mogelijk winstrechtloze of stemrechtloze aandelen uit te geven. Deze aandelen geven respectievelijk geen of slechts beperkt recht op winstuitkering dan wel stemrecht in de algemene vergadering. Een aandeel mag echter niet tegelijkertijd winstrechtloos en stemrechtloos zijn.
Onder het oude BV-recht was het al mogelijk in de statuten af te wijken van de wettelijke regeling die de gerechtigdheid tot een uitkering bepaalt. Onder het huidige recht kunnen aandeelhouders gezamenlijk, bij unaniem besluit, een afwijkende verdeling bepalen.

### Structuur
Een bv is wettelijk verplicht minstens twee organen te bevatten: een algemene vergadering en een bestuur. Het 'hoogste' orgaan van de bv is de algemene vergadering (AV) die minstens eenmaal per jaar bijeenkomt. Men dient hierbij in het oog te houden dat de AV niet te allen tijde het laatste woord heeft. Dit vloeit voort uit de wet, die een negatieve formulering gebruikt: aan de algemene vergadering behoort alle bevoegdheid, die niet bij wet of statuten aan het bestuur of aan anderen is toegekend. Dit is door de Hoge Raad onderstreept in het Forumbank-arrest uit de jaren vijftig. Voor 1 oktober 2012 werd in de wet voor de AV de term algemene vergadering van aandeelhouders (AVA) gebezigd.
De dagelijkse leiding van de bv berust bij het bestuur, vaak directie genoemd. Het bestuur wordt in de regel door de AV benoemd en ontslagen. In de statuten van de bv kan bepaald zijn dat er een raad van commissarissen (RvC) moet worden benoemd die namens de AV toezicht houdt op de directie. Bij bepaalde vennootschappen, de zogenaamde structuurvennootschappen, is de aanwezigheid van een raad van commissarissen zelfs verplicht; deze raad van commissarissen benoemt en ontslaat dan het bestuur en benoemt zijn eigen leden door coöptatie.

### Aansprakelijkheid
Tot op het moment dat aan alle oprichtingseisen is voldaan, zijn de oprichters van de bv hoofdelijk aansprakelijk. Wanneer aan de eisen is voldaan, zijn de aandeelhouders alleen aansprakelijk tot het bedrag waarvoor zij deelnemen in de bv. De bestuurders van de vennootschap (RvB) zijn niet aansprakelijk voor schulden van de bv. In geval van faillissement kunnen de bestuurders op grond van de Wet Bestuurdersaansprakelijkheid (WBA) en de Wet Bestuurdersaansprakelijkheid bij Faillissement (WBF) hoofdelijk aansprakelijk worden gesteld als onbehoorlijk bestuur een belangrijke oorzaak van het faillissement is. In een aantal gevallen kan een vennootschap ook haar (ex-)bestuurder(s) aansprakelijk stellen wegens onbehoorlijk bestuur. De grote risico's die bestuurders lopen, worden vaak aangevoerd als argument voor exorbitant hoge salarissen, een onderwerp dat eind 20e / begin 21e eeuw onderwerp was van veel discussie. Op dit argument valt wel het een en ander af te dingen nu de aansprakelijkheidsverzekering voor bestuurders en commissarissen in vrijwel alle gevallen uitkomst biedt. De hoofdelijke aansprakelijkheid in geval van wanbeleid kan eenvoudigweg verzekerd worden.
Om een lening te krijgen voor zijn bv stelt een directeur-grootaandeelhouder zich soms persoonlijk garant. In dat geval is diens risico dus groter.

### Fiscale aspecten
Over de winst van de bv dient door de bv in beginsel vennootschapsbelasting betaald te worden. De AV beslist op welke wijze de winst na de vennootschapsbelasting wordt verdeeld. Het aan de aandeelhouders uit te keren deel van de winst wordt dividend genoemd. De bv is in beginsel verplicht over dividendbetalingen namens de aandeelhouders dividendbelasting in te houden en aan de fiscus af te dragen. De aldus geheven dividendbelasting kan door de aandeelhouder in beginsel verrekend worden met de eventueel door hen verschuldigde vennootschapsbelasting dan wel inkomstenbelasting, zie verrekening dividendbelasting. Het niet-uitgekeerde deel van de winst wordt opgenomen in de algemene- of winstreserve, bijvoorbeeld om toekomstige bedrijfsuitbreidingen te realiseren.

### Kasgeld-bv
Een kasgeld-bv is een bv met uitsluitend liquiditeiten. Als bijvoorbeeld een holding alleen een werk-bv bezit en die verkoopt wordt de holding een kasgeld-bv. Ook als een bv de activiteiten staakt en de activa verkoopt, maar niet ontbonden wordt, kan het resultaat een kasgeld-bv zijn. Een kasgeld-bv kan ook speciaal opgericht worden als spaargeld-bv.

### Baby-bv
Een baby-bv is een bv die (vaak door ouders) wordt opgericht voor een baby (of algemener, een minderjarige), die eigenaar wordt. Ouders vertegenwoordigen de minderjarige bij het bestuur, en kunnen werknemer zijn van de bv. De bedoeling is dat toekomstige waardestijging van de bv aan het kind toekomt zonder dat schenk- of erfbelasting verschuldigd is. Bij de oprichting kan ervoor gekozen worden dat het kind ook na meerderjarig worden geen zeggenschap heeft over de bv, met stemrechtloze aandelen voor het kind en winstrechtloze aandelen voor de ouders.

## Suriname
In Suriname is geen besloten vennootschap ingevoerd en is de naamloze vennootschap de aangewezen rechtsvorm voor ondernemingen.

## Europese varianten
Door de komst van de Europese Unie kunnen rechtspersonen uit het buitenland gelijk worden gesteld aan de Nederlandse of Belgische besloten vennootschap.
Enkele voorbeelden:
- De Duitse Gesellschaft mit beschränkter Haftung (GmbH) met een minimumkapitaal van € 25.000
- de Britse Private Limited Company (Ltd) met een minimumkapitaal van 1 pond
- de Franse Société à Responsabilité Limitée (SARL) zonder minimumkapitaal (oftewel € 1)

## Enkele andere rechtsvormen
- Commanditaire vennootschap
- Coöperatie
- Eenmanszaak
- Limited liability partnership
- Naamloze vennootschap
- Vennootschap (algemeen artikel)
- Vennootschap onder firma
- Stichting